# I dio Korčule
I dio Korčule este o arie protejată (sit de importanță comunitară — SCI) din Croația întinsă pe o suprafață de 13.920,24 ha, integral pe uscat.

## Localizare
Centrul sitului I dio Korčule este situat la coordonatele 42°56′23″N 17°00′59″E / 42.939605°N 17.016308°E.

## Înființare
Situl I dio Korčule a fost declarat sit de importanță comunitară în iulie 2013 pentru a proteja 4 specii de animale.

## Biodiversitate
Situată în ecoregiunea mediteraneană, aria protejată conține 10 habitate naturale: Peșteri inaccesibile publicului, Păduri de Quercus ilex și Quercus rotundifolia, Pante stâncoase calcaroase cu vegetație casmofită, Dune mobile cu vegetație embrionară, Vegetație anuală la limita mareei, Faleze cu vegetație de Limonium spp. endemic de pe coastele mediteraneene, Matorral arborescenți cu Juniperus spp., Pseudostepă cu ierburi și specii anuale de Thero-Brachypodietea, Păduri de pin mediteraneene cu pini mezogeni endemici, Peșteri marine scufundate complet sau parțial.
La baza desemnării sitului se află mai multe specii protejate:
- mamifere (2): liliacul mare cu potcoavă (Rhinolophus ferrumequinum), liliacul mic cu potcoavă (Rhinolophus hipposideros)
- reptile (2): Elaphe situla, țestoasă bănățeană (Testudo hermanni)

Pe lângă speciile protejate, pe teritoriul sitului au mai fost identificate 7 specii de plante.